# 灵官庙
灵官庙，位于中国青海省海东市乐都区马营乡上杨家村，为青海省市县级文物保护单位，公布日期为1999年9月23日，类型为古建筑。
灵官庙的历史年代为清。